# Estadio Centenario (Resistencia)
El Estadio Centenario es un estadio de fútbol ubicado en la ciudad de Resistencia, Argentina, perteneciente al Club Atlético Sarmiento. Fue inaugurado el 24 de mayo de 2011, un día antes de la conmemoración del 201.er Aniversario de la Revolución de Mayo que diera origen a la República Argentina. Posee una capacidad para 25 000 espectadores, siendo considerado como el más grande de la Provincia del Chaco y uno de los más grandes de la Región NEA. 
Fue proyectado como parte principal de un proyecto de modernización del club, denominado "Proyecto Centenario", que fuera lanzado en el año 2009 con la creación de cuatro torres edilicias en el terreno de la antigua cancha de Sarmiento y que fueran inauguradas por el expresidente argentino Néstor Kirchner en lo que fue su último acto público antes de su fallecimiento. 
Oficialmente se inauguró el 24 de mayo de 2011 en la noche previa a la celebración de los actos oficiales por la conmemoración de los 201 años de la Revolución de Mayo. Su partido inaugural, se jugó el 25 de mayo de 2011 y fue un cotejo amistoso que enfrentó a las selecciones argentina y paraguaya que finalizó con un 4-2 a favor del seleccionado local. Inicialmente había sido bautizado con el nombre de "Campeones del Mundo 1978-1986" en homenaje a aquellos seleccionados nacionales que obtuvieran los mundiales en 1978 y 1986, sin embargo, es más usual y aceptado referirse al mismo simplemente como Estadio Centenario.

## Historia
Este estadio, fue proyectado y presentado en el año 2007 en el marco del denominado "Proyecto Centenario", un proyecto de modernización y de reestructuración del club, presentado por su presidente Jorge Capitanich. Este proyecto, contemplaba una reforma total de la sede social del club ubicada en la doble manzana de las calles Juan Domingo Perón, Fray Capelli, Salta y Avenida MacLean, consistiendo en la construcción de un complejo habitacional, con el levantamiento de cuatro torres en el terreno que ocupaba la antigua cancha de fútbol, y la construcción del microestadio de básquetbol y de cuatro piletas olímpicas en la sede social. En paralelo a estas obras, figuraba el levantamiento del nuevo estadio en el terreno ubicado en Avenida Alvear 1750, donde se encontraban las canchas auxiliares. La construcción del estadio se inició en el año 2009 y se pensó terminarlo para el 24 de septiembre de 2010, fecha en la que el Club Sarmiento cumplía sus primeros 100 años de existencia. Finalmente, el estadio fue inaugurado el 24 de mayo de 2011, un día antes de la conmemoración de los 201 años de la Revolución de Mayo, que diera origen a la República Argentina.

### Eventos deportivos de relevancia
Fue inaugurado el 24 de mayo de 2011, y el partido inaugural fue al día siguiente con un cotejo amistoso por la Copa Chaco entre la selección de Argentina y Paraguay. Cuenta con una capacidad de 25.000 espectadores.
El 11 de junio de 2011 se jugó un partido amistoso de rugby entre Argentina "Los Pumas" y Barbarians franceses equipo de rugby de Francia. El encuentro terminó 21 a 18 en favor del equipo francés.
El 6 de diciembre de 2011 se jugó la Copa Argentina entre Boca Unidos de Corrientes vs. Central Córdoba de Rosario; el mismo día por la misma copa Sarmiento de Resistencia venció a Gimnasia y Esgrima de Jujuy.
El 25 de enero de 2012, se juega un partido entre el Club Atlético Boca Juniors y el Club Atlético River Plate, el primero luego de haberse producido el descenso de este último a la Primera B Nacional. Boca Juniors se impuso por 2 a 0.
El 3 de octubre de 2012 tuvo que suspenderse el partido de fútbol amistoso entre las selecciones de Brasil y la Argentina por una falla en la iluminación del Estadio, suceso que produjo innumerable cantidad de críticas en todo el mundo a los organizadores políticos del evento de esa provincia.

### Eventos musicales de relevancia
Así como a los eventos deportivos internacionales, este estadio cobijó eventos musicales de gran importancia, con la presencia de figuras de renombre a nivel mundial. 
El 11 de septiembre de 2011 el cantante portorriqueño Ricky Martin realizó un concierto en el Estadio Sarmiento. El 14 de octubre de 2011 se presentó el cantante mexicano Marco Antonio Solís.
El 10 de abril de 2012 los cantautores españoles Joan Manuel Serrat y Joaquín Sabina realizaron un concierto en el estadio como parte de una gira mundial. La fecha inicial estaba programada para el 9 de abril de dicho año, aunque por inclemencias de las lluvias, se postergó para el día siguiente.
El 21 de octubre de 2022 se presentó el cantante Mexicano Marco Antonio Solís en su gira "Que ganas de verte".

## Instalaciones
Las instalaciones del predio Estadio Centenario son las siguientes:
- Cancha de hockey de césped sinténtico profesional
- Estacionamiento para vehículos
- Estadio Centenario, propiamente dicho
- Gimnasio de alta complejidad
- Restaurante
- Ring de boxeo
- Salón de merchandising

### Capacidades del estadio
- Platea Norte Baja: 4000 personas
- Platea Norte Alta: 2000 personas
- Platea Sur: 4000 personas
- Popular Local: 7500 personas
- Popular Visitante: 7500 personas

## Partidos internacionales

### Fútbol
| Copa Chaco; 25 de mayo de 2011, 16:00 (UTC-3) | Argentina                                          | 4:2 (3:1) | Paraguay                   | Estadio Centenario, Resistencia                             |                                                             |
|                                               | Hauche 9' · Fernández 36' · Hauche 44' · Pérez 73' |           | Zeballos 14' · Marecos 55' | Asistencia: 25 000 espectadores Árbitro(s): Roberto Silvera | Asistencia: 25 000 espectadores Árbitro(s): Roberto Silvera |

### Rugby
| 11 de junio de 2011 | Los Pumas (Argentina)                                   | 18:22 (12:10) | Barbarian Rugby Club                                                                       | Estadio Centenario, Resistencia                                   |                                                                   |
|                     | Pen: Nicolas Sanchez (6/6) 17', 29', 31', 38', 44', 55' |               | Pen: Romain Teulet 3', 42', 56'n Ensayo: Benjamin Lapeyre 27', 49'm Con: Romain Teulet 27' | Asistencia: 25.000 espectadores Árbitro(s): Pro Legoete Sudáfrica | Asistencia: 25.000 espectadores Árbitro(s): Pro Legoete Sudáfrica |